# Olivier de La Marche
Pour les articles homonymes, voir Olivier (homonymie).
Olivier de La Marche (1426 au château de La Marche (Villegaudin) - 1502 à Bruxelles) est un dignitaire, un diplomate, un officier-capitaine, un poète et un chroniqueur de la cour bourguignonne. Il est notamment connu grâce à ses Mémoires de Messire Olivier de La Marche parues postérieurement en 1562.

## Biographie
Olivier de La Marche est le fils de Philippe de La Marche, gruyer de Bourgogne et de Jeanne Bouton, fille du seigneur du Fay. Il est vraisemblablement né en 1426 (certaines sources donnent 1425, voire 1422 chez Courtépée), au château de La Marche, à Villegaudin, aux limites du duché et du comté de Bourgogne. Ce domaine bourguignon de La Marche a donné son nom à sa famille : cette dernière ne doit pas être confondue avec celles des célèbres comtes de la Marche.
En 1439, orphelin depuis deux ans, le jeune Olivier entre au service des ducs de Bourgogne comme page. À 21 ans, en 1447, il est écuyer-panetier de Philippe le Bon alors en lutte avec le roi de France. Proche du comte de Charolais, le prince héritier, il accompagne ce dernier en Flandres (1452). Il devient son panetier en 1456. Impliqué par Louis XI qui l'accuse lors de l'« incident de Rubempré », il est soutenu par le duc bourguignon. En 1465, il est fait chevalier sur le champ de bataille de Montlhéry. Présent à l'Entrevue de Péronne (1468), il devient chambellan puis capitaine des gardes du nouveau duc Charles le Téméraire (début 1473) pendant la Guerre de Bourgogne (1474-1477). Il dirige ainsi l'enlèvement de la duchesse de Savoie, sœur du roi Louis XI. Après la défaite du « Téméraire » à la bataille de Nancy en 1477, il est fait prisonnier. Sa rançon payée, il rejoint l'héritière bourguignonne Marie de Bourgogne dans son exil en Flandres et facilite son union avec le futur empereur Maximilien d'Autriche. Maître d'hôtel auprès de ce dernier, il examine les comptes de toutes les villes de Flandre. Il participe aussi à l'éducation du jeune prince héritier, l'archiduc Philippe, pour qui il écrit en particulier son introduction à ses Mémoires. En 1483, il retrouve provisoirement les terres françaises grâce à sa dernière charge d'ambassadeur auprès du roi de France. C'est sur la fin de sa vie qu'il produit l'essentiel de son œuvre littéraire (poésie, histoire...).
Marié en deuxièmes noces à Isabeau de Machefoing, d'une famille connaissant alors une certaine ascension sociale, il n'a pas de descendance. Comme son épouse, il devient membre des frères du Lys, les Leliebroeders à Bruxelles. Son blason peint apparaît dans le registre de la Confrérie de Notre Dame des Sept-Douleurs, qui est étroitement liée à cette chambre de rhétorique et dans laquelle Jan Pertcheval et Jan Smeken font fonction de prévôt. Vraisemblablement, il a des contacts personnels avec Jan Pertcheval, « prinche » (prince) de la chambre, qui traduit son Le Chevalier Délibéré comme Den Camp vander doot.
Il meurt à Bruxelles où il est inhumé en 1502 (ou 1501 selon certaines sources).

## Production littéraire

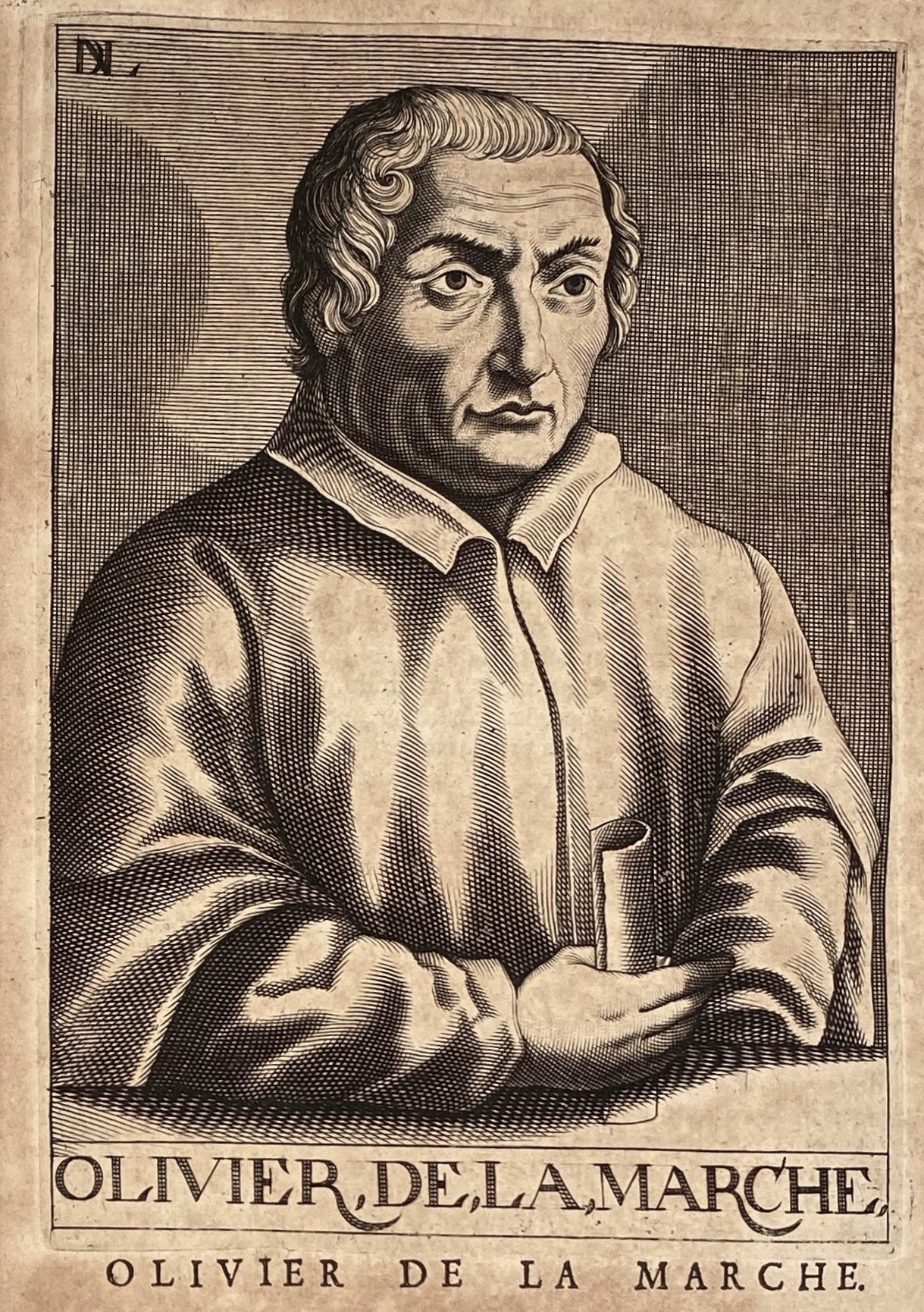
Olivier de La Marche, gravure du XVIIe siècle.

Olivier de La Marche est un témoin important de la vie à la cour ducale bourguignonne ainsi que de la lutte pour les Flandres entre le royaume de France et la dynastie des Habsbourg à la fin du XVe siècle. Il a laissé des Mémoires intéressantes sur la période 1435-1488 et sur les mœurs et usages militaires de l’époque. Celles-ci permettent de compléter les célèbres Mémoires de Philippe de Commynes qui ne débutent, eux, qu'à l'année 1464. On a aussi de lui un poème, le Chevalier délibéré (1483), et deux ouvrages en prose et en vers, le Parement et le Triomphe des dames d'honneur (1501), et la Source d'honneur pour maintenir la corporelle élégance des dames. Il s'intéressa également à l'astrologie.

## Liste des œuvres
- De la puissance de nature et comment les corps célestiaux gouvernent naturellement le monde
- Estat de la maison du duc de Bourgogne, 1474, véritable présentation de l'étiquette en usage à la cour bourguignonne
- Traité de la Manière de célébrer la noble fête de la Toison d'or
- La Source d'Honneur pour maintenir la corporelle élégance des Dames
- Traité et Avis de quelques gentilhommes sur les duels et gages de bataille
- Le chevalier délibéré (1483)[10]
- Le Parement et le Triomphe des Dames d'Honneur (1501)
- Mémoires de Messire Olivier de La Marche[11], auxquelle est annexée une Introduction destinée à l'éducation du jeune Philippe le Beau.